# Élections municipales de 1900 dans la Somme
Les élections municipales ont eu lieu les 6 et 13 mai 1900 dans la Somme.

## Maires sortants et maires élus
Les maires élus à la suite des élections municipales dans les communes de plus de 2 000 habitants :
| Commune                | Population | Maire sortant           | Opinion | Opinion     | Maire élu              | Opinion | Opinion     |
| ---------------------- | ---------- | ----------------------- | ------- | ----------- | ---------------------- | ------- | ----------- |
| Abbeville              | 19 669     | Charles Bignon          |         | RdG         | Charles Bignon         |         | RdG         |
| Albert                 | 6 743      | Achille Vast-Arrachart* |         | RdG         | Charles Lomont         |         | Rad.        |
| Amiens                 | 88 731     | Paul Tellier            |         | Progessiste | Paul Tellier           |         | Progessiste |
| Beauquesne             | 2 115      | Jean-Baptiste Lagrange  |         | RdG         | Jean-Baptiste Lagrange |         | RdG         |
| Beauval                | 2 487      | Léon Babeur             |         | RdG         | Léon Babeur            |         | RdG         |
| Cayeux-sur-Mer         | 3 471      | Charles Belin           |         | Cons.       | Charles Belin          |         | Cons.       |
| Corbie                 | 4 299      | Léon Curé               |         | RdG         | Léon Curé              |         | RdG         |
| Le Crotoy              | 2 262      | Émile Vasseur           |         | RdG         | Émile Vasseur          |         | RdG         |
| Doullens               | 4 575      | Albert Rousé            |         | Rad.        | Albert Rousé           |         | Rad.        |
| Flixecourt             | 2 892      | Charles Catel           |         | RdG         | Bélisaire Polet        |         | Rad.        |
| Friville-Escarbotin    | 2 720      | Hubert Acoulon          |         | RdG         | Hubert Acoulon         |         | RdG         |
| Gamaches               | 2 205      | Amand Caville           |         | Rad.        | Victor Rabouille       |         | Cons.       |
| Ham                    | 3 254      | Timoléon Dodeuil        |         | RdG         | Timoléon Dodeuil       |         | RdG         |
| Montdidier             | 4 644      | Georges Richard*        |         | Rad.        | Octave Périn           |         | Rad.        |
| Moreuil                | 3 121      | Victor Gaillard         |         | Rad.        | Victor Gaillard        |         | Rad.        |
| Nesle                  | 2 285      | Hector Lamotte          |         | RdG         | Hector Lamotte         |         | RdG         |
| Péronne                | 4 816      | Edmond Lemaire-Quédé    |         | Progessiste | Edmond Lemaire-Quédé   |         | Progessiste |
| Rosières-en-Santerre   | 2 611      | Jules Thiébaud          |         | Rad.        | Jules Thiébaud         |         | Rad.        |
| Roye                   | 4 304      | Élie Vasseur            |         | RdG         | Élie Vasseur           |         | RdG         |
| Rue                    | 2 902      | Anatole Gosselin        |         | RdG         | Anatole Gosselin       |         | RdG         |
| Saint-Ouen             | 2 762      | Eugène Sévin            |         | Rad.        | Eugène Sévin           |         | Rad.        |
| Saint-Valery-sur-Somme | 3 554      | Ernest Houdant          |         | Cons.       | Ernest Houdant         |         | Cons.       |
| Vignacourt             | 2 680      | Achille Lefebvre        |         | Rad.        | Achille Lefebvre       |         | Rad.        |
| Villers-Bretonneux     | 5 173      | Ernest Dieu             |         | Progessiste | Ernest Dieu            |         | Progessiste |
| * Ne se représente pas |            |                         |         |             |                        |         |             |

### Résultats en nombre de mairies
| Opinions            | Opinions                   | Maires sortants | Maires élus | Évolution     |
| ------------------- | -------------------------- | --------------- | ----------- | ------------- |
|                     | Républicains de gauche     | 12              | 10          | 2             |
|                     | Républicains radicaux      | 7               | 8           | 1             |
| Total centre-gauche | Total centre-gauche        | 19              | 18          | 1             |
|                     | Républicains progressistes | 3               | 3           | en stagnation |
|                     | Conservateurs              | 2               | 3           | 1             |
| Total droite        | Total droite               | 5               | 6           | 1             |
| Total               | Total                      | 24              | 24          |               |

## Résultats
L'élection des conseillers municipaux étant au scrutin majoritaire plurinominal sous la IIIe République, les résultats indiqués ci-dessous représentent le nombre moyen de voix par liste,.

### Amiens
Maire sortant : Paul Tellier (Progressiste) depuis 1897, à la suite de la démission d'Alphonse Fiquet mis en minorité.
36 sièges à pourvoir
| Tête de liste                       | Tête de liste    | Liste                     | Premier tour | Premier tour | Premier tour | Second tour | Second tour | Second tour | Sièges |  |
| Tête de liste                       | Tête de liste    | Liste                     | Voix         | %            | Élus         | Voix        | %           | Élus        | CM     |  |
| ----------------------------------- | ---------------- | ------------------------- | ------------ | ------------ | ------------ | ----------- | ----------- | ----------- | ------ |  |
|                                     | Paul Tellier *   | Progessistes - Rad. - RdG | 8 693        | 53,15        | 26           | 6 089       |             | 7           | 33     |  |
| Liste municipale républicaine       |                  |                           | 8 693        | 53,15        | 26           | 6 089       |             | 7           | 33     |  |
|                                     | Amédée Thalamas  | Rad-soc. - SI             | 5 275        | 31,68        | 0            | 4 311       |             | 3           | 3      |  |
| Liste de Concentration républicaine |                  |                           | 5 275        | 31,68        | 0            | 4 311       |             | 3           | 3      |  |
|                                     | Armand Jumel     | Cons.                     | 3 899        | 23,84        | 0            |             |             |             |        |  |
| Liste indépendante                  |                  |                           | 3 899        | 23,84        | 0            |             |             |             |        |  |
|                                     | Candidats isolés | Candidats isolés          | 266          | 1,63         | 0            | 1193        |             | 0           |        |  |
|                                     |                  |                           |              |              |              |             |             |             |        |  |
| Inscrits                            | Inscrits         | Inscrits                  | 23 672       | 100,00       |              | 23 672      | 100,00      |             |        |  |
| Abstentions                         | Abstentions      | Abstentions               | 7 019        | 29,65        | 10 448       | 44,14       |             |             |        |  |
| Votants                             | Votants          | Votants                   | 16 653       | 70,35        | 13 224       | 55,86       |             |             |        |  |
| Blancs et nuls                      | Blancs et nuls   | Blancs et nuls            | 297          | 1,78         |              |             |             |             |        |  |
| Exprimés                            | Exprimés         | Exprimés                  | 16 356       | 98,22        |              |             |             |             |        |  |
| * Maire sortant                     |                  |                           |              |              |              |             |             |             |        |  |

Maire élu : Paul Tellier (Progressiste)